# Сер-Рюстен
Сер-Рюсте́н (фр. Sère-Rustaing, окс. Cèra d'Arrostanh) — коммуна во Франции, находится в регионе Юг — Пиренеи. Департамент — Верхние Пиренеи. Входит в состав кантона Три-сюр-Баиз. Округ коммуны — Тарб.
Код INSEE коммуны — 65423.

## География

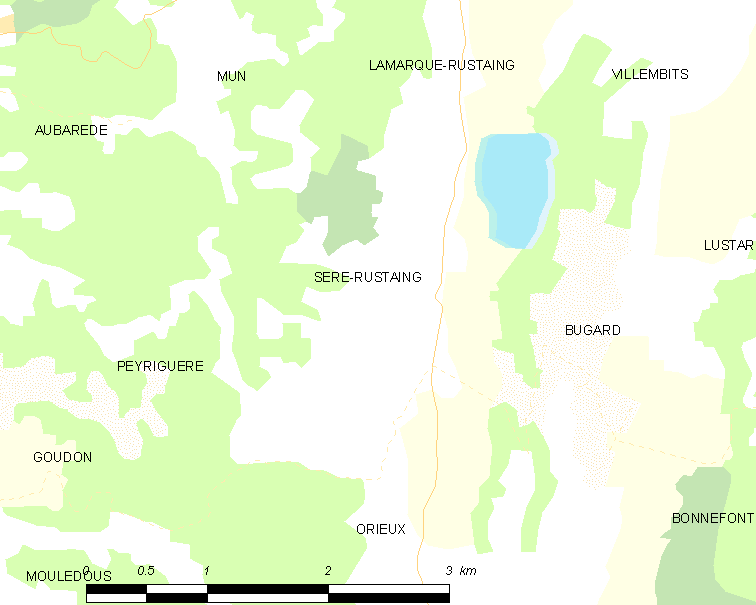
Карта коммуны

Коммуна расположена приблизительно в 650 км к югу от Парижа, в 105 км западнее Тулузы, в 19 км к востоку от Тарба.
Коммуна расположена в местности Бигорр. На востоке коммуны протекает река Буэс, а на западе — река Шелла

## Климат
Климат умеренно-океанический с солнечной тёплой погодой и обильными осадками на протяжении практически всего года.

## Население
Население коммуны на 2010 год составляло 132 человека.
| 1962 | 1968 | 1975 | 1982 | 1990 | 1999 | 2010 |
| ---- | ---- | ---- | ---- | ---- | ---- | ---- |
| 135  | 103  | 107  | 106  | 112  | 111  | 132  |

## Экономика
В 2010 году среди 83 человек трудоспособного возраста (15-64 лет) 57 были экономически активными, 26 — неактивными (показатель активности — 68,7 %, в 1999 году было 68,5 %). Из 57 активных жителей работали 52 человека (28 мужчин и 24 женщины), безработных было 5 (2 мужчин и 3 женщины). Среди 26 неактивных 8 человек были учениками или студентами, 9 — пенсионерами, 9 были неактивными по другим причинам.